# Зиновьев, Александр Александрович (учёный)
Александр Александрович Зиновьев (1910 — ?) — советский инженер и учёный, лауреат Ленинской премии.
Окончил Томский индустриальный институт (1936). В 1936—1946 работал на заводе «Сибсельмаш» (Новосибирск). В 1946—1949 годах — начальник цеха Новосибирского металлургического завода.
С 1949 года — научный сотрудник Западно-Сибирского филиала АН СССР, старший научный сотрудник лаборатории бурения СО АН СССР.
Кандидат технических наук (1964).
Соавтор монографии: Емельянов П. М., Есин Н. Н., Зиновьев А. А. Машины для бурения скважин погруженными молотками в подземных условиях / Отв. ред. Чинакал А. Н. — Новосибирск, 1965. — 160 с.
Ленинская премия 1966 года в области техники — за разработку научных основ, создание и внедрение в производство комплекса высокопроизводительных механизмов для бурения скважин в подземных условиях.